# Warr Acres (Oklahoma)
Warr Acres es una ciudad ubicada en el condado de Oklahoma en el estado estadounidense de Oklahoma. En el año 2010 tenía una población de 		10043 habitantes y una densidad poblacional de 	1.357,16 personas por km².

## Geografía
Warr Acres se encuentra ubicada en las coordenadas 35°31′37″N 97°37′05″O / 35.526823, -97.617979.

## Demografía
Según la Oficina del Censo en 2000 los ingresos medios por hogar en la localidad eran de $36,187 y los ingresos medios por familia eran $42,475. Los hombres tenían unos ingresos medios de $31,127 frente a los $24,081 para las mujeres. La renta per cápita para la localidad era de $18,955. Alrededor del 10.1% de la población estaban por debajo del umbral de pobreza.